# جيني مورتون
آن جينيفر مورتون (بالإنجليزية: Jenny Morton)‏ (حائزة على زمالة الجمعية الملكية للبيولوجيا) ومعروفة باسم جيني مورتون، هي اختصاصية بيولوجيا عصبية وباحثة أكاديمية نيوزيلندية متخصصة بالأمراض التنكسية العصبية. كانت زميلة في كلية نيونهام التابعة لجامعة كامبريدج منذ عام 1991، وأستاذة في علم الأحياء العصبي في جامعة كامبريدج منذ عام 2009. يركز بحثها الحالي على داء هنتنغتون الذي تستخدم فيه الأغنام كنموذج حيواني كبير لهذا المرض. ولقد قادتها هذه الأبحاث التي أجرتها إلى اكتشاف أن الأغنام قادرة على التعرف على وجوه البشر.

## نشأتها وتعليمها
ولدت مورتون في مدينة كايكوهو في نيوزيلندا حيث نشأت في مقاطعة الشمال الأقصى الواقعة في الجزيرة الشمالية. أجرت بحث الدكتوراه في علم وظائف الأعضاء في جامعة أوتاغو لتنهي درجة الدكتوراه في الفلسفة (PhD) عام 1983. قبلتها جامعة كامبريدج بتاريخ 21 فبراير عام 2009 لدرجة ماجستير في الفنون. حصلت على درجة دكتوراه في العلوم من جامعة كامبريدج في عام 2014.

## عملها البحثي
انتقلت مورتون إلى إنجلترا بعد أن أنهت الدكتوراه للانضمام إلى قسم الصيدلة في جامعة كامبريدج كباحثة ما بعد الدكتوراه. عُيِّنَت محاضِرة في الجامعة في عام 1991، واُختيرت زميلة في كلية نيونهام التابعة لجامعة كامبريدج. أصبحت مديرة الدراسات في الطب والطب البيطري في كلية نيونهام عام 1995. وأصبحت في عام 2005 قارئة (رتبة أكاديمية) في علم الأعصاب التجريبي في قسم الصيدلة. عُيّنت في عام 2009 أستاذة في علم الأعصاب في قسم علم وظائف الأعضاء والنمو والعلوم العصبية بجامعة كامبريدج، وبذلك كانت أول امرأة نيوزيلندية تُعيّن في منصب أستاذ في تاريخ جامعة كامبريدج. حصلت على الزمالة البحثية العليا من ليفرهيوم ترست في الجمعية الملكية التابعة لأكاديمية العلوم الوطنية في المملكة المتحدة خلال الفترة من أكتوبر عام 2009 حتى سبتمبر عام 2010. أمضت عام 2015 باحثة زائرة في جامعة أوكلاند.

## أبحاثها
يركز بحث مورتون الحالي على فهم الآليات الكامنة وراء التحلل (التنكس) العصبي وعلى تطوير استراتيجيات تهدف إلى تأخير أو منع موت العصبونات في الدماغ المصاب أو المتدهور. تخصصت في مرض هنتنغتون منذ عام 1993. بعد أن أجرت أبحاثًا عن مرض هنتغتون باستخدام الفئران المعدلة (العابرة) وراثيًا، وانتقلت إلى استخدام الأغنام المعدلة وراثيًا كنموذج حيواني كبير لمرض هنتنغتون.
أدت الأبحاث التي أجرتها مورتون على الأغنام إلى الاهتمام بقياس قدرات التعلم والذاكرة عند الأغنام. تمكّن فريق مورتون من تعليم الأغنام التمييز بين الوجه المألوف والغريب من خلال عرض صورتين لهما، وهو الأمر الذي أدى إلى اكتشاف قدرة الأغنام على التعرف على وجوه البشر.

## التكريم
نالت مورتون رتبة زميل منتخب للجمعية الملكية لعلم الأحياء (FRSB).